# Севиньи-Валеп
Севиньи́-Вале́п (фр. Sévigny-Waleppe) — коммуна во Франции, находится в регионе Шампань — Арденны. Департамент — Арденны. Входит в состав кантона Шато-Порсьен. Округ коммуны — Ретель.
Код INSEE коммуны — 08418.
Коммуна расположена приблизительно в 155 км к северо-востоку от Парижа, в 75 км севернее Шалон-ан-Шампани, в 50 км к западу от Шарлевиль-Мезьера.

## Население
Население коммуны на 2008 год составляло 253 человека.
| 1962 | 1968 | 1975 | 1982 | 1990 | 1999 | 2008 |
| ---- | ---- | ---- | ---- | ---- | ---- | ---- |
| 309  | 373  | 334  | 303  | 269  | 257  | 253  |

## Экономика
В 2007 году среди 164 человек в трудоспособном возрасте (15—64 лет) 114 были экономически активными, 50 — неактивными (показатель активности — 69,5 %, в 1999 году было 66,2 %). Из 114 активных работали 104 человека (65 мужчин и 39 женщин), безработных было 10 (6 мужчин и 4 женщины). Среди 50 неактивных 18 человек были учениками или студентами, 16 — пенсионерами, 16 были неактивными по другим причинам.

## Достопримечательности
- Церковь Сен-Лё[фр.] (XVII век). Памятник истории с 1995 года.[3]

## Фотогалерея
- Центр Севиньи-Валеп
- Церковь Сен-Лё
- Карта коммуны